# Sphex tepanecus
Sphex tepanecus är en biart som beskrevs av De Saussure 1867.
Sphex tepanecus ingår i släktet Sphex och familjen grävsteklar. Inga underarter finns listade i Catalogue of Life.